# 216808 Tolmárgyula
216808 Tolmargyula è un asteroide della fascia principale. Scoperto nel 2006, presenta un'orbita caratterizzata da un semiasse maggiore pari a 2,418979 UA e da un'eccentricità di 0,183622, inclinata di 0,932194° rispetto all'eclittica.